# Paul Trouillebert

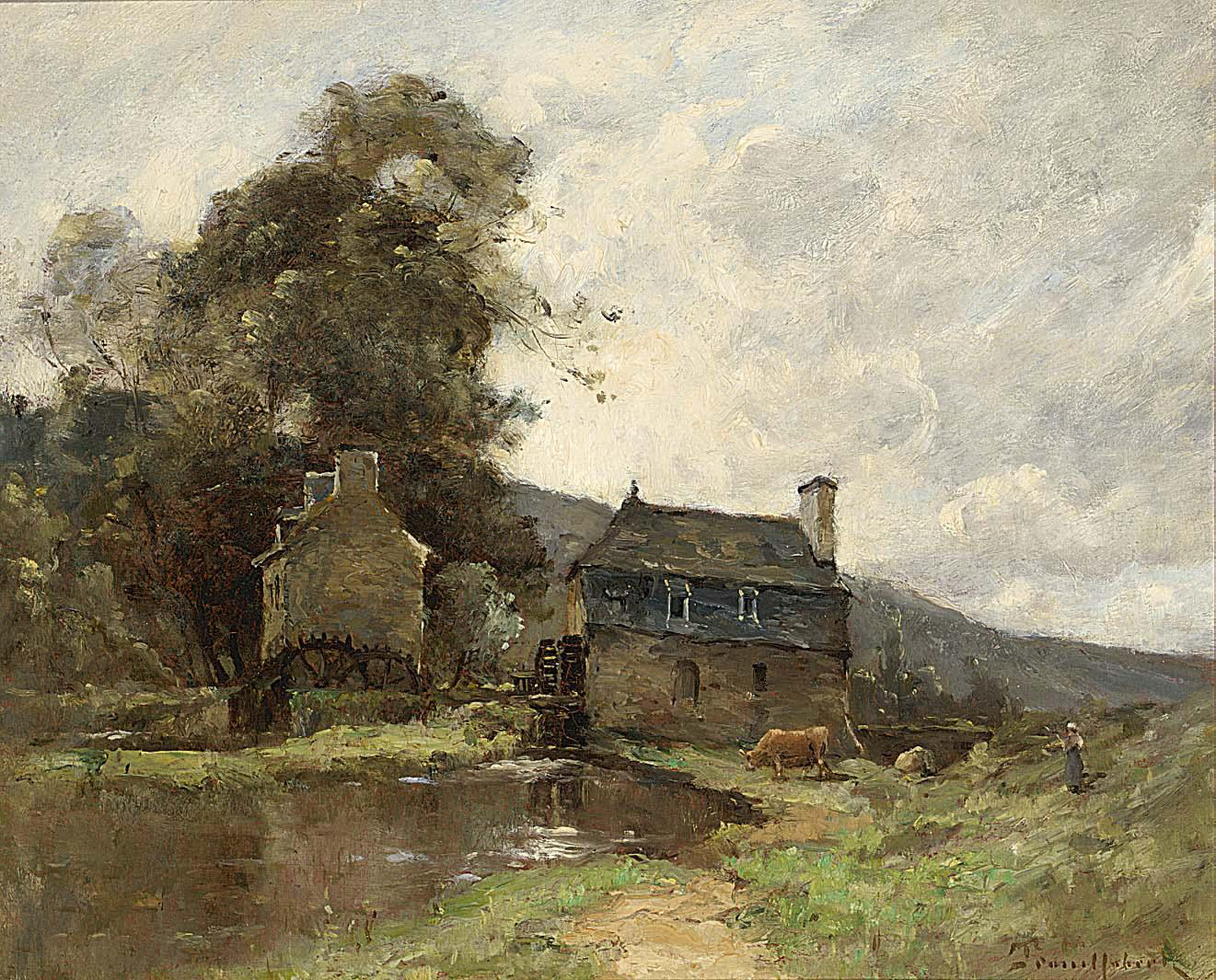
Gardienne de Vache près d'un moulin

Paul Desiré Trouillebert (ur. 1829 w Paryżu, zm. 28 czerwca 1900 tamże) – francuski malarz pejzażysta, kojarzony obecnie ze Szkołą z Barbizon.
Studiował pod kierunkiem Auguste’a-Antoine’a-Ernesta Héberta (1817–1908) i Charles’a-François Jalaberta (1819–1901). Debiutował w paryskim Salonie w 1865 i tam wystawiał systematycznie do 1872.
Trouillebert malował przede wszystkim nastrojowe pejzaże utrzymane w naturalistycznej konwencji barbizończyków. Jego prace inspirowane były twórczością Jeana Corota, z którym jest często mylony. Oprócz pejzaży artysta wystawiał także portrety i eksperymentował z tematyką orientalną. Sporadycznie malował również akty, które były przychylnie oceniane przez krytyków. Artysta odniósł znaczny sukces artystyczny i materialny, kilka jego prac posiadał m.in. Edgar Degas.

## Prace
- Servante du harem, 1874
- Chemin au bord du lac de Nantua,

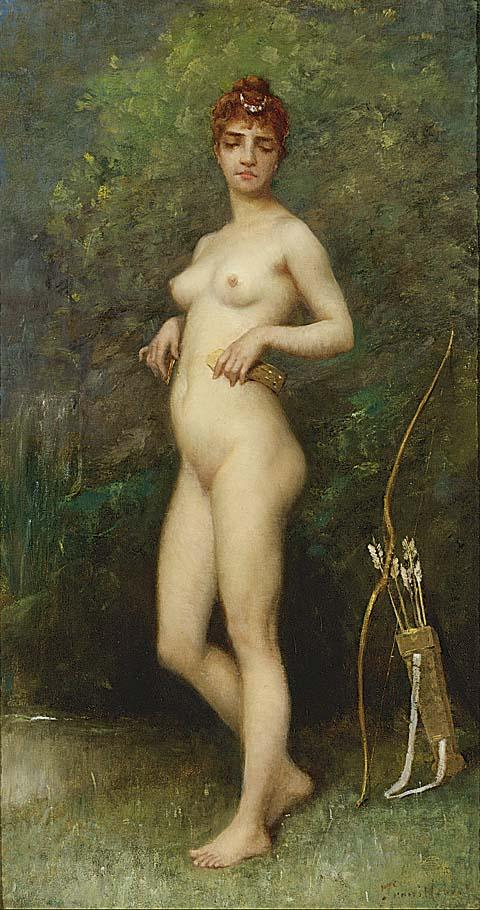
Diana Chasseresse

- Deux lavanderies sous les bouleaux,
- La Gardienne de Troupeau,
- Le Loir et la Flêche,
- Le Pecheur et le Bateau,
- Mme. Trouillebert,
- Au Bord de La Loire a Montsoreau.